# Foswiki
Foswiki (Free and Open Source Wiki) ist ein in Perl programmiertes strukturiertes Wiki, das zumeist als Kollaborationsplattform, Team-Portal und/oder Wissensmanagementsystem in Unternehmens-Intranets eingesetzt wird. Die Software ist Open Source und unterliegt der GPL-Lizenz.
Foswiki ist aus der Abspaltung der Community vom TWiki-Projekt hervorgegangen. Als Resultat des TWiki-Forks ist Foswiki eine Weiterentwicklung der TWiki-Software.

## Eigenschaften
Folgende Funktionalitäten sind charakteristisch für Foswiki:
- Versionskontrolle – jede Änderung an den Inhalten wird mittels RCS festgehalten und ist zurückverfolgbar
- Fein justierbare Rechtevergabe für einzelne Nutzer und Nutzergruppen
- Erweiterbare Auszeichnungssprache
- TinyMCE-basierter WYSIWYG-Editor
- Dynamische Content-Generierung mit Makros
- Kein zusätzliches Datenbanksystem – alle Inhalte werden direkt in Dateien gespeichert
- Zahlreiche Plug-ins für zusätzliche Funktionalität
- Web-Anwendungen mit Formularen
- Skin-fähige Benutzeroberfläche
- Web-Feeds und E-Mail-Benachrichtigungen

### Architektur
Als strukturiertes Wiki erlaubt Foswiki die Veränderung von Informationen über Eingabefelder, die auf den einzelnen Seiten abgelegt sind. Foswiki speichert Daten in Textdateien (und benutzt keine eigene Datenbank) und protokolliert die Modifikationen mit der Versionskontrollsoftware RCS oder in separate Textdateien für jede Version eines Topics. Über eine SQL-ähnliche Datenbankabfragesprache werden die Revisionsdaten und andere Metainformationen in die Wiki-Seiten eingebettet.

### Oberfläche
Die Foswiki-Oberfläche ist komplett Skin-fähig und wird über Template-Engines und CSS abgebildet. Das System unterstützt die Internationalisierung (I18N), multiple Zeichensätze und die Kodierung in UTF-8-URLs. Die Oberfläche wurde in die Sprachen Bulgarisch, Chinesisch, Tschechisch, Dänisch, Deutsch, Englisch, Französisch, Italienisch, Japanisch, Niederländisch, Polnisch, Portugiesisch, Russisch, Schwedisch und Spanisch übersetzt.

### Inhaltsstruktur
In Foswiki sind Daten in Webs, Topics und Anhängen organisiert:
- Ein Topic ist die Grundeinheit, etwa ein Abschnitt oder Dokument, aber nicht zwangsläufig eine (Web-)Seite. Topics können einander hierarchisch über- und untergeordnet werden.
- Ein Web ist eine übergeordnete Aufgabengruppe für beliebig viele Topics.

### Erweiterungen
Foswiki verfügt über eine Plugin-Schnittstelle, die mehr als 300 Erweiterungen unterstützt. Dank der Schnittstelle und der Foswiki-Auszeichnungssprache können Entwickler zusätzliche Module erstellen und die Funktionalität von Foswiki erweitern. Zudem wird die Unterstützung von ca. 200 TWiki-Plugins über ein Kompatibilitäts-Plugin sichergestellt. Die Foswiki-Plugins ermöglichen beispielsweise Verlinkungen auf Datenbanken, das Erstellen von Diagrammen, Tags, Tabellen, Spreadsheets, Bildergalerien, Präsentationen uvm.

### Abgrenzung
Der wesentliche Unterschied zu anderen Wiki-Systemen wie etwa dem bei Wikipedia selbst eingesetzten MediaWiki ist die einfache Programmierung von Anwendungen: Foswiki-Seiten können Variablen sowie Formulare aus dem Quelltext der Seiten erzeugen und verarbeiten. Das ermöglicht die Entwicklung von formularbasierten Anwendungen, ohne vom Benutzer tiefergehende Programmierkenntnisse zu verlangen. Weiterhin verfügt die Software über eine fein einstellbare Zugangskontrolle.

## Anwendung als Enterprise Wiki

### Anwendung in Unternehmen
In erster Linie ist das strukturierte und systemorientierte Foswiki ein Enterprise-Wiki-System für den Einsatz in Unternehmens-Intranets. Mit Foswiki werden beispielsweise Aktivitäten von Arbeitsgruppen koordiniert sowie Projektstände, interne Abläufe und andere Informationen von relativ dauerhafter Relevanz abgebildet, dokumentiert und erweitert.

### Verbreitung
Der Community zufolge (Stand: März 2007) wird Foswiki/TWiki in weltweit 40.000 Unternehmen eingesetzt. Darüber hinaus sollen 20.000 öffentliche Websites auf Foswiki/TWiki basieren. Die Community beziffert die Gesamtzahl der Nutzer auf mehr als zwei Millionen Personen.
Neben zahlreichen kleinen und mittleren Unternehmen setzen auch sehr bekannte Unternehmen Foswiki/TWiki im Intranet ein, darunter Nokia, Motorola, Yahoo, DHL, Robert Bosch GmbH, SAP, Disney, CERN und andere mehr.

## Geschichte

### Der TWiki-Fork
Am 27. Oktober 2008 spaltete sich ein Großteil der TWiki-Community inklusive des Kernentwickler-Teams vom TWiki-Projekt ab. Hintergrund des Forks waren Spannungen zwischen der Gemeinschaft und dem TWiki-Gründer Peter Thoeny bzw. seinem Unternehmen TWIKI.NET. Als Hauptstreitpunkt gilt die zunehmend kommerziell ausgerichtete Unternehmenspolitik von TWIKI.NET, mit der sich die Community nicht identifizierte. Der Zwist eskalierte, als Thoeny eine neue Geschäftsordnung durchsetzen wollte, indem er Entwickler-Accounts vorübergehend sperren ließ. Die Community wertete dieses Vorgehen als feindliche Übernahme des Projekts.
Foswiki wurde zunächst unter dem Arbeitstitel NextWiki geführt, im November 2008 aber in Foswiki umbenannt.

### Versionsgeschichte
| Version    | Veröffentlichung   |
| ---------- | ------------------ |
| 1.0.0 Beta | 26. Dezember 2008  |
| 1.0.0      | 9. Januar 2009     |
| 1.0.4      | 20. März 2009      |
| 1.0.5      | 25. April 2009     |
| 1.0.6      | 22. Juni 2009      |
| 1.0.7      | 20. September 2009 |
| 1.0.8      | 29. November 2009  |
| 1.0.9      | 17. Januar 2010    |
| 1.0.10     | 8. September 2010  |
| 1.1.0      | 4. Oktober 2010    |
| 1.1.1      | 26. Oktober 2010   |
| 1.1.2      | 10. November 2010  |
| 1.1.3      | 16. April 2011     |
| 1.1.4      | 21. Dezember 2011  |
| 1.1.5      | 10. April 2012     |
| 1.1.6      | 2. Dezember 2012   |
| 1.1.7      | 1. Februar 2013    |
| 1.1.8      | 28. Februar 2013   |
| 1.1.9      | 19. November 2013  |
| 2.0.0      | 4. Juli 2015       |
| 2.0.1      | 8. August 2015     |
| 2.0.2      | 9. September 2015  |
| 2.1.0      | 4. Februar 2016    |
| 2.1.2      | 6. Mai 2016        |
| 2.1.3      | 13. Februar 2017   |
| 2.1.4      | 31. Mai 2017       |
| 2.1.5      | 22. Januar 2018    |
| 2.1.6      | 6. März 2018       |
| 2.1.7      | 22. März 2022      |
| 2.1.8      | 6. August 2023     |
| 2.1.9      | 18. Dezember 2024  |